# Brian Lewis
Brian M. Lewis (ur. 5 grudnia 1974 w Sacramento w stanie Kalifornia) – amerykański lekkoatleta sprinter, mistrz olimpijski z 2000 z Sydney.
Startował na mistrzostwach świata w 1997 w Atenach w sztafecie 4 x 100 m. Sztafeta amerykańska została zdyskwalifikowana w przedbiegach za przekroczenie strefy zmian przy przekazywaniu pałeczki przez Lewisa Timowi Montgomery'emu (potem biegli Dennis Mitchell i Maurice Greene). W 1998 w Nowym Jorku Lewis zdobył brązowy medal Igrzysk Dobrej Woli w biegu na 100 m. W 1999 zdobył mistrzostwo Stanów Zjednoczonych na 100 m. Na mistrzostwach świata w 1999 w Sewilli sztafeta amerykańska w składzie Jon Drummond, Tim Montgomery, Brian Lewis i Maurice Greene zdobyła złoty medal. W biegu na 100 m Lewis odpadł w półfinale
Na letnich igrzyskach olimpijskich w 2000 w Sydney zdobył mistrzostwo olimpijskie w sztafecie 4 x 100 m. Amerykanie biegli w finale w składzie Drummond, Bernard Williams, Lewis i Greene.

## Rekordy życiowe
- bieg na 100 m - 9,99 (2002)
- bieg na 200 m - 20,06 (2000)
- bieg na 50 m (hala) - 5,66 (2002)
- bieg na 60 m (hala) - 6,54 (1998 i 2002)
- bieg na 200 m (hala) - 20,65 (1997)